# Погребище Перше
Погребище Перше — селище в Україні, у Погребищенській міській громаді Вінницького району Вінницької області, розташоване поблизу річки Козлівка, притоки річки Рось. Населення становить 635 осіб. Селище побудоване на основі вузлової станції Погребище I.

## Історія
У VII—VIII століттях в цьому районі проживали бужани (дуліби), яких оточують з півночі  — древляни і поляни, із заходу — білі хорвати, волиняни, Аварський каганат — авари (обри); зі сходу — викрі, і з півдня  — тіверці. На початку XIII століття район був випалений і повністю знищений монголами.
Спочатку станцію Погребище планували збудувати за три кілометри північніше від її нинішнього розташування, поруч із Павлівськими лісами. Володів ними поміщик Плаховський. Він, незважаючи на високу грошову компенсацію з казни Південно-Західних казенних залізниць, не дав дозволу на це будівництво. А ось кілька жителів села Адамівки, котре розташоване за два кілометри від теперішньої станції, погодилися на придбання в них землі для її облаштування.
Від станції відгалужуються 2 лінії — на Жашків довжиною 77 км (найближчий зупинний пункт Розкопане, відстань 9 км) та Христинівку довжиною 111 км (найближчий зупинний пункт Плисків, відстань 8 км). В бік Козятина найближча станція — Ржевуська (6 км).
Станцію було відкрито 18 (30) грудня 1890 року у складі лінії Козятин-Христинівка.
До станції курсують приміські поїзд з Козятина до Жашкова та Христинівки. Деякі приміські поїзди мають станцію кінцевою.
12 червня 2020 року, відповідно до розпорядження Кабінету Міністрів України № 707-р «Про визначення адміністративних центрів та затвердження територій територіальних громад Вінницької області», увійшло до складу Погребищенської міської громади.
17 липня 2020 року, в результаті адміністративно-територіальної реформи та ліквідації Погребищенського району, село увійшло до складу Вінницького району.

## Галерея

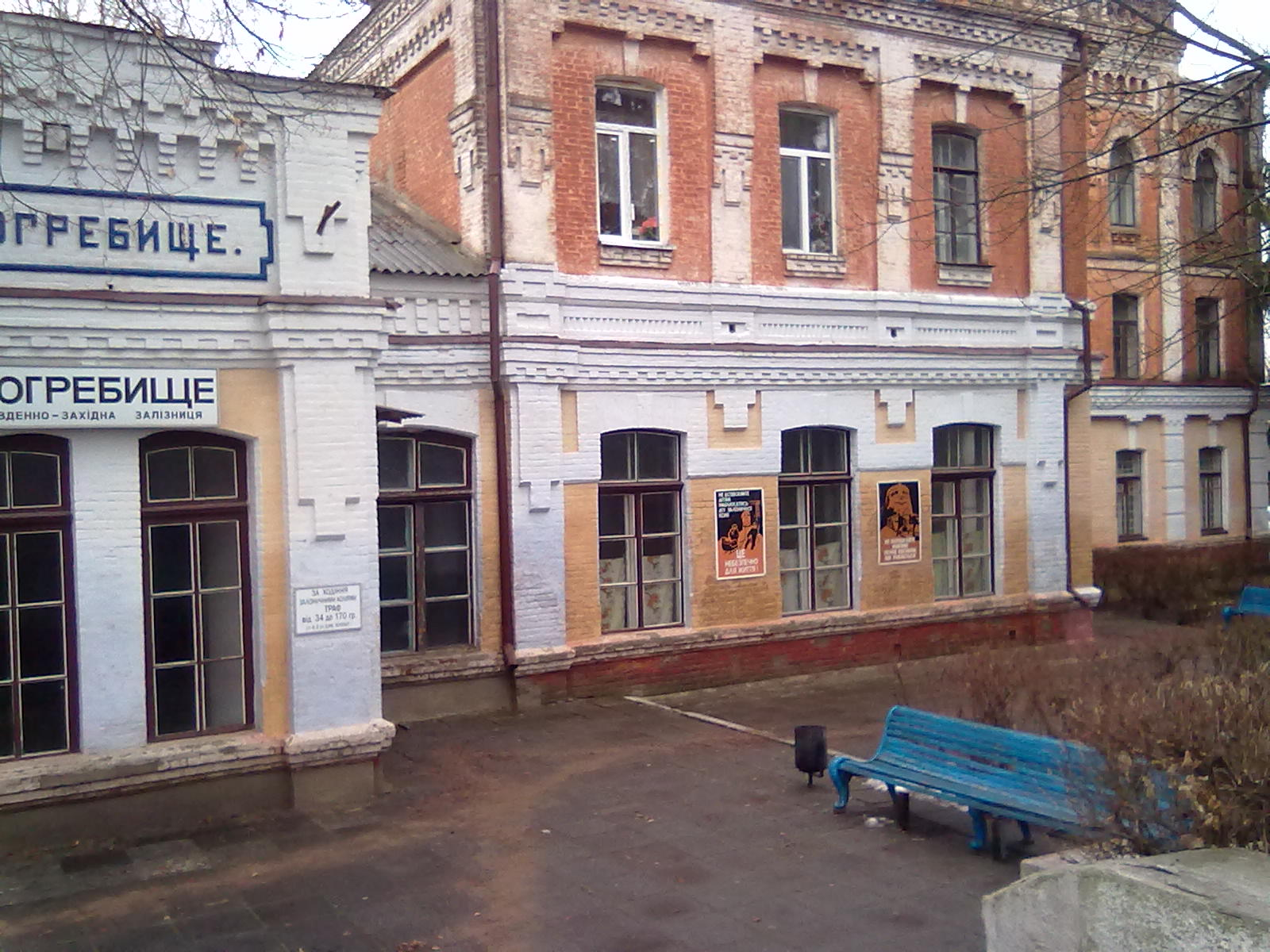
Вокзал Станції Погребище
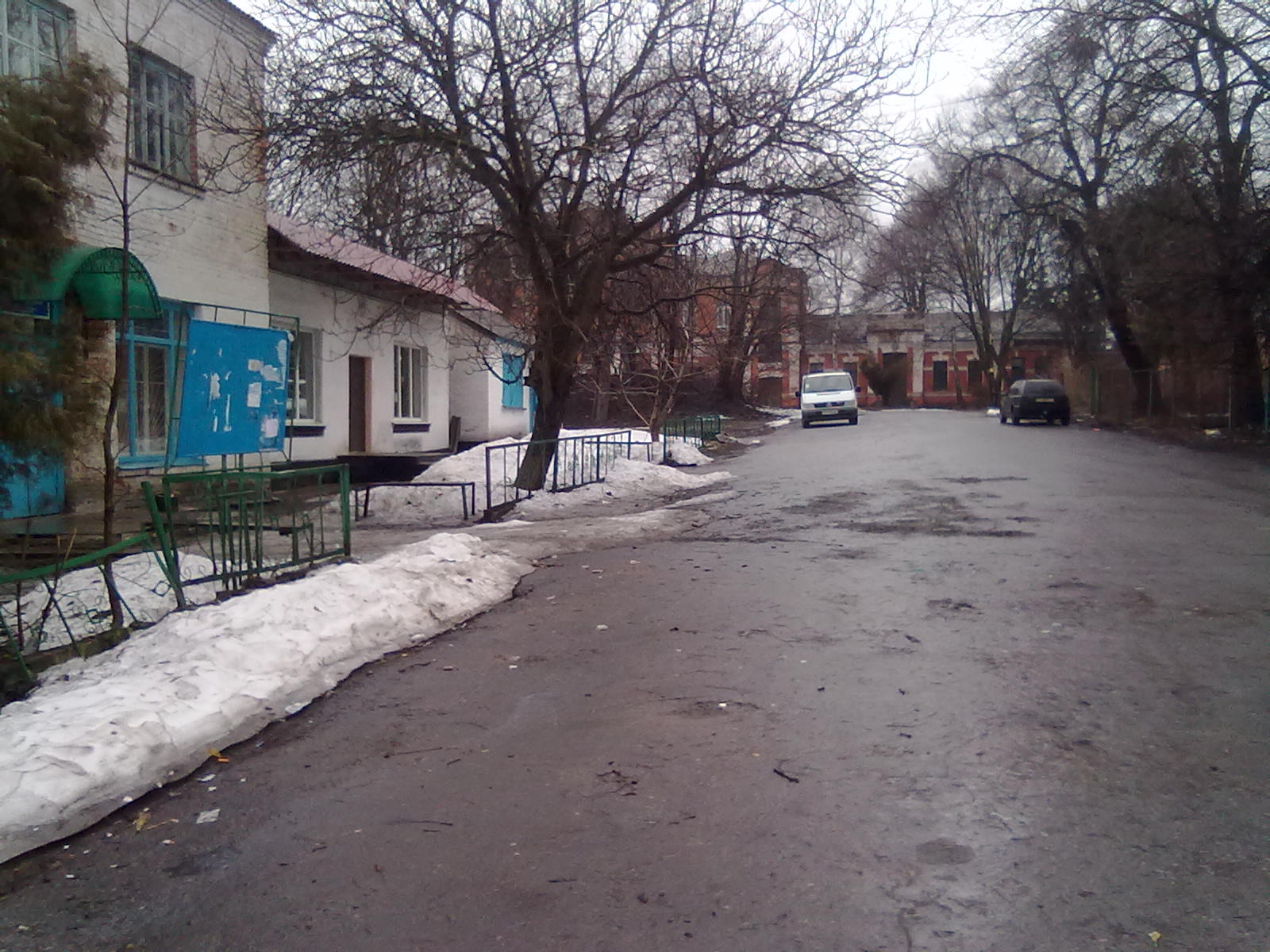
Центральна вулицця (Привокзальна площа)
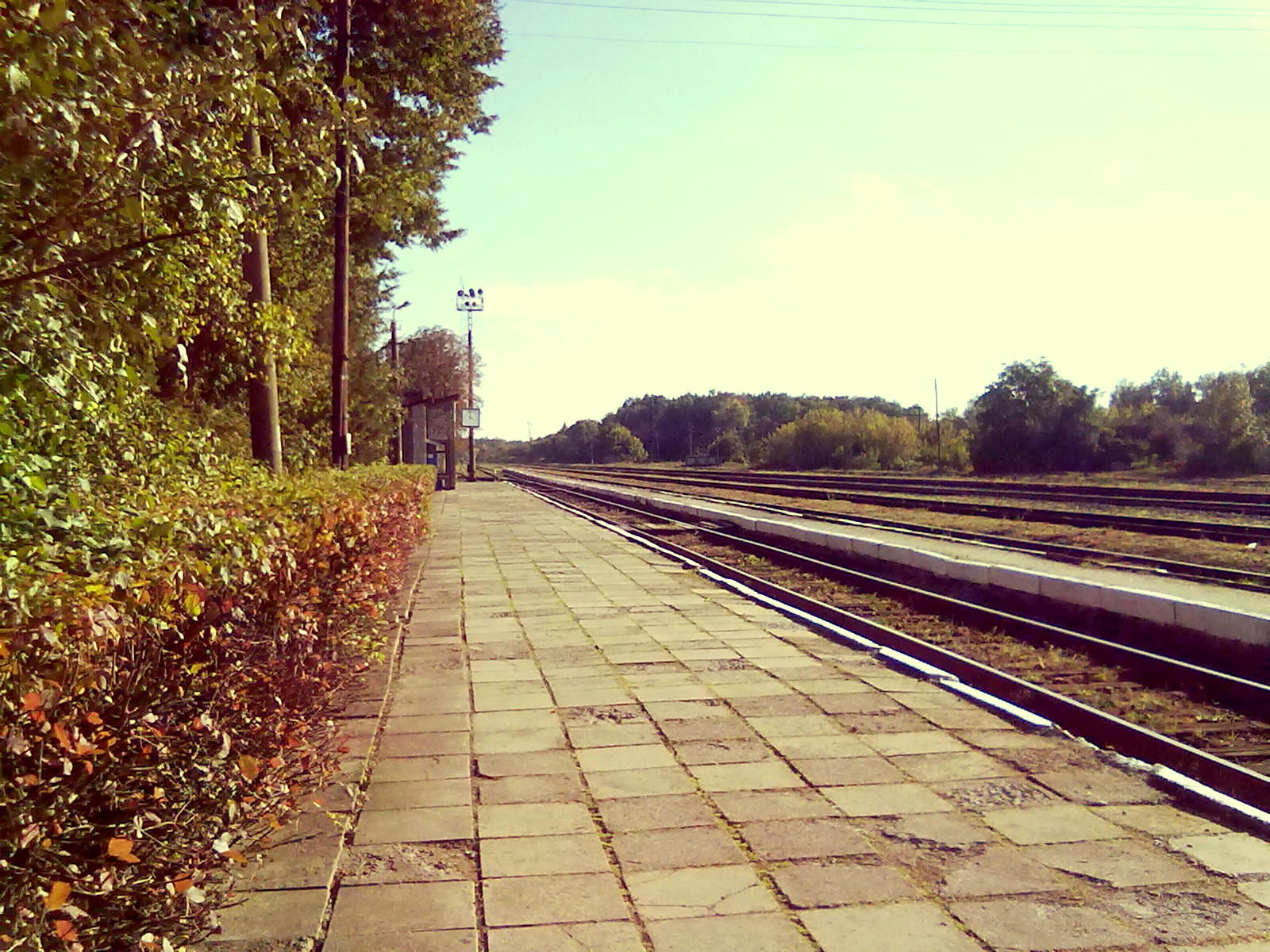
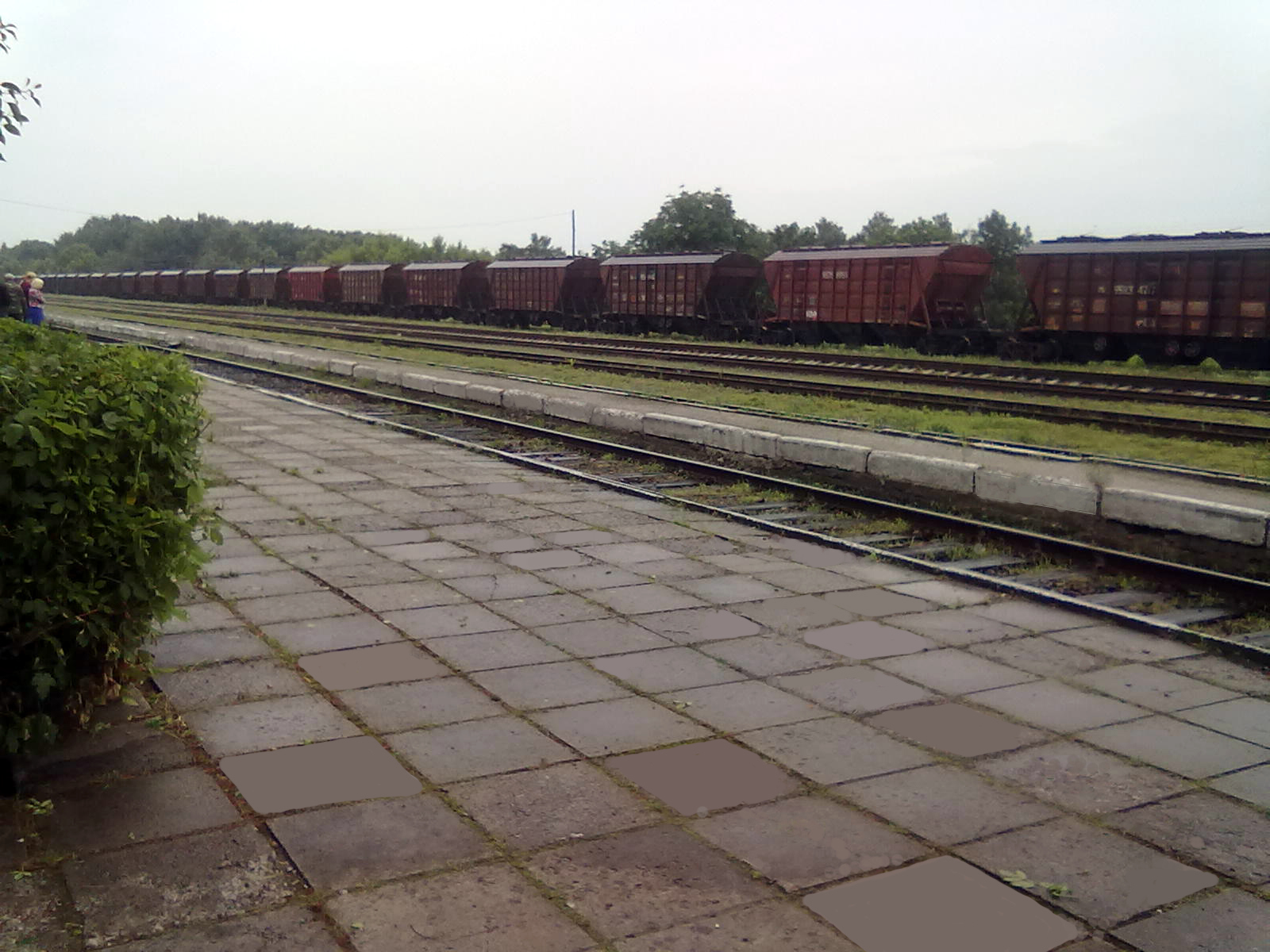
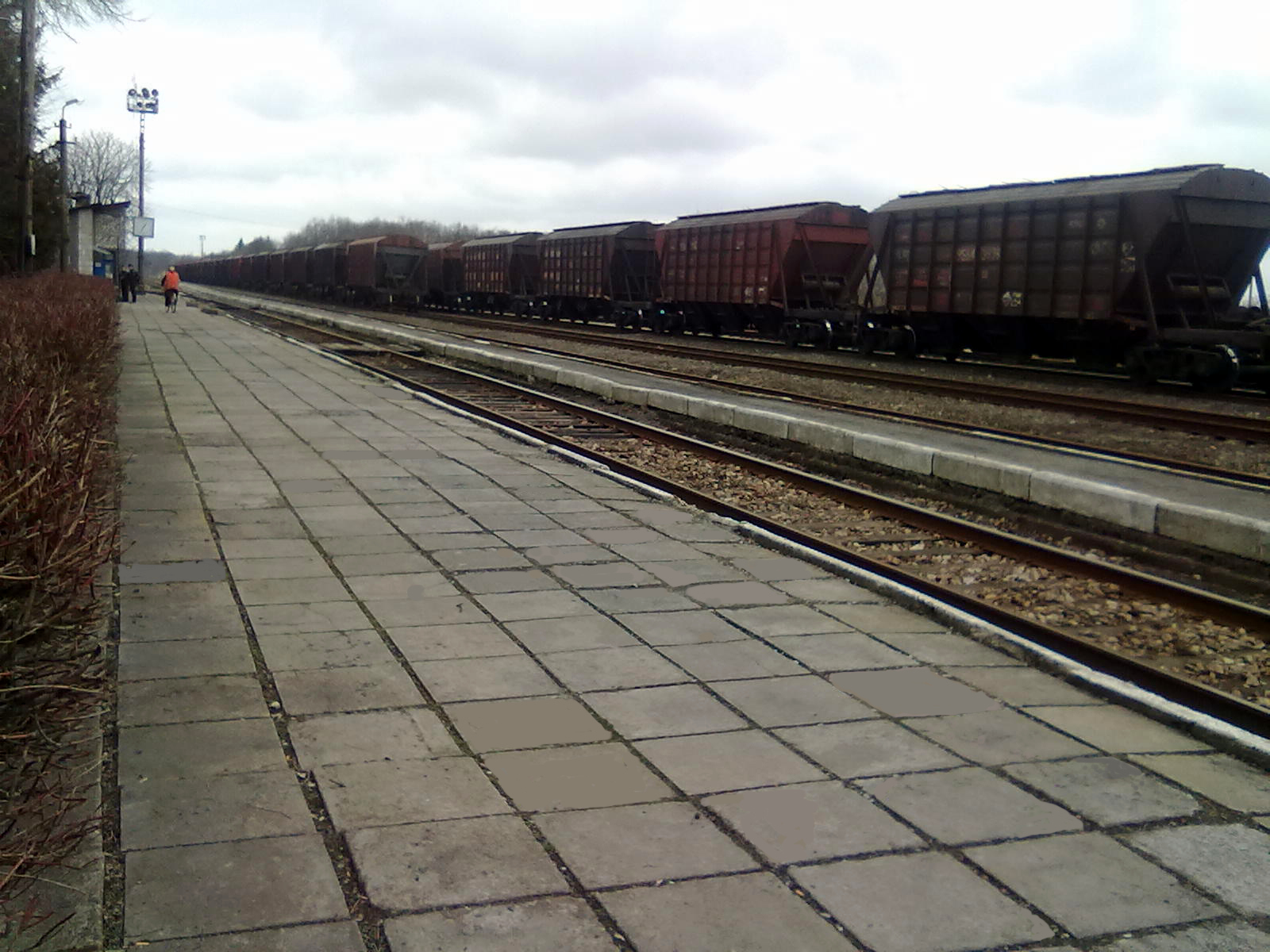
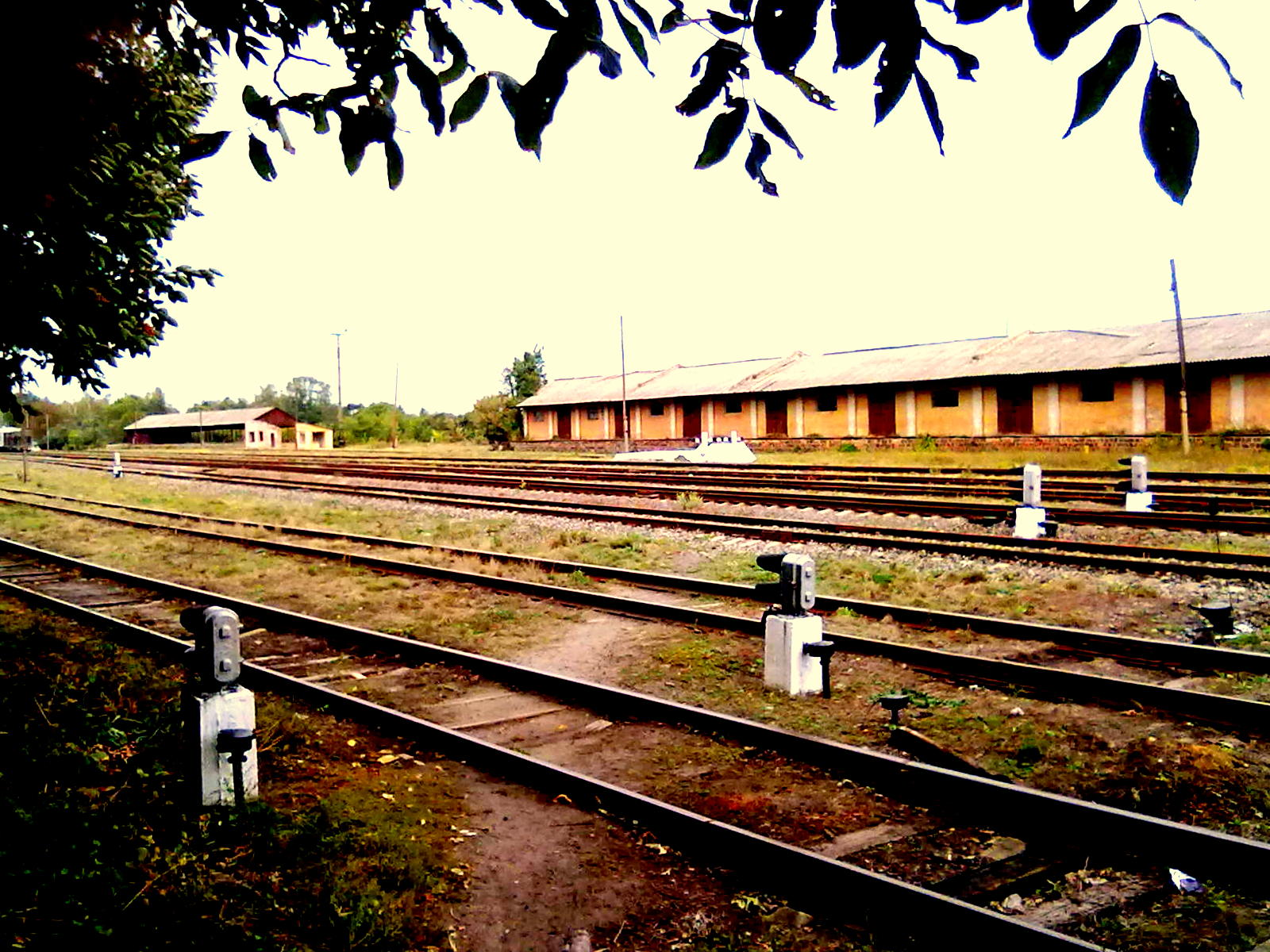
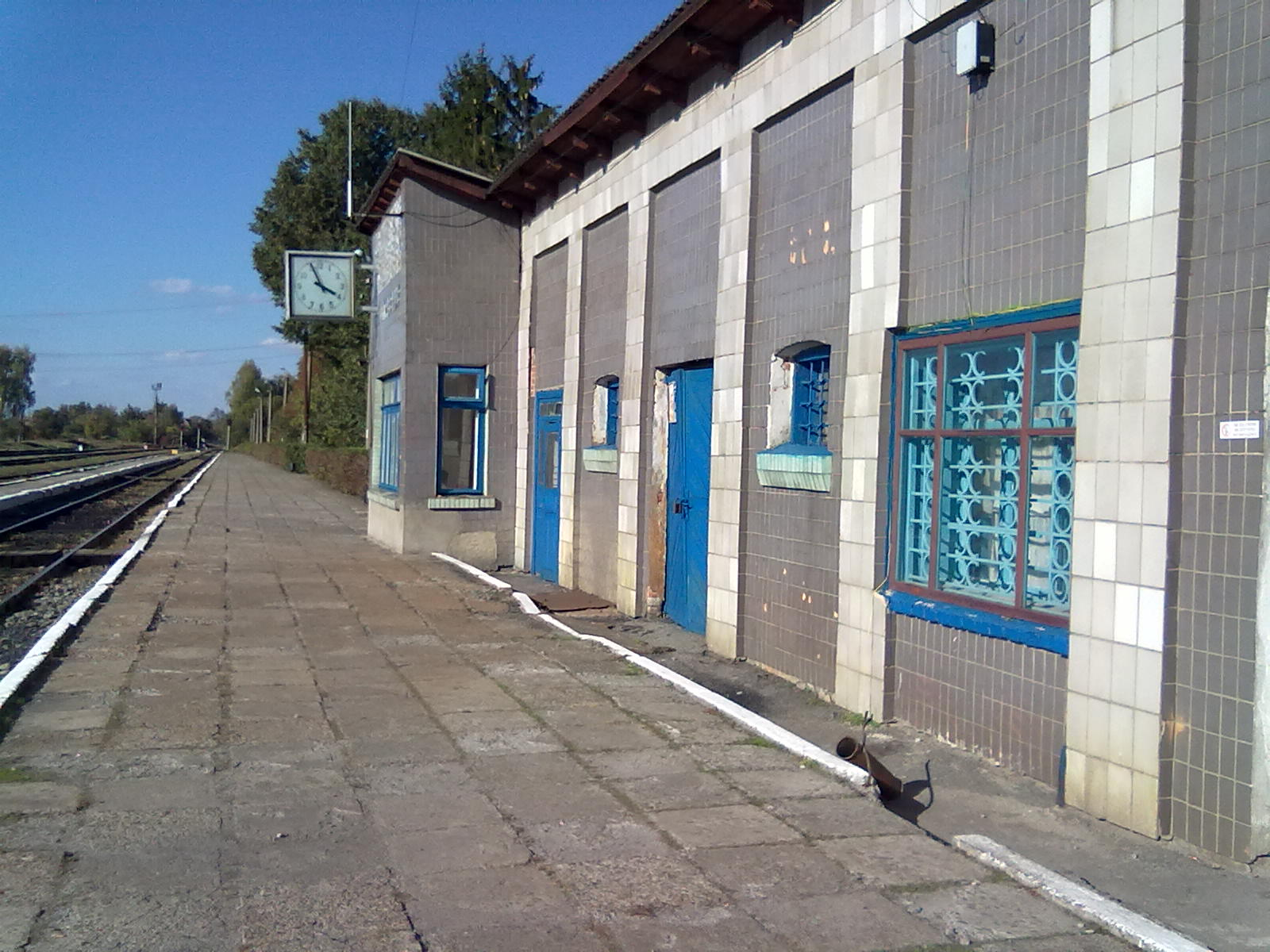
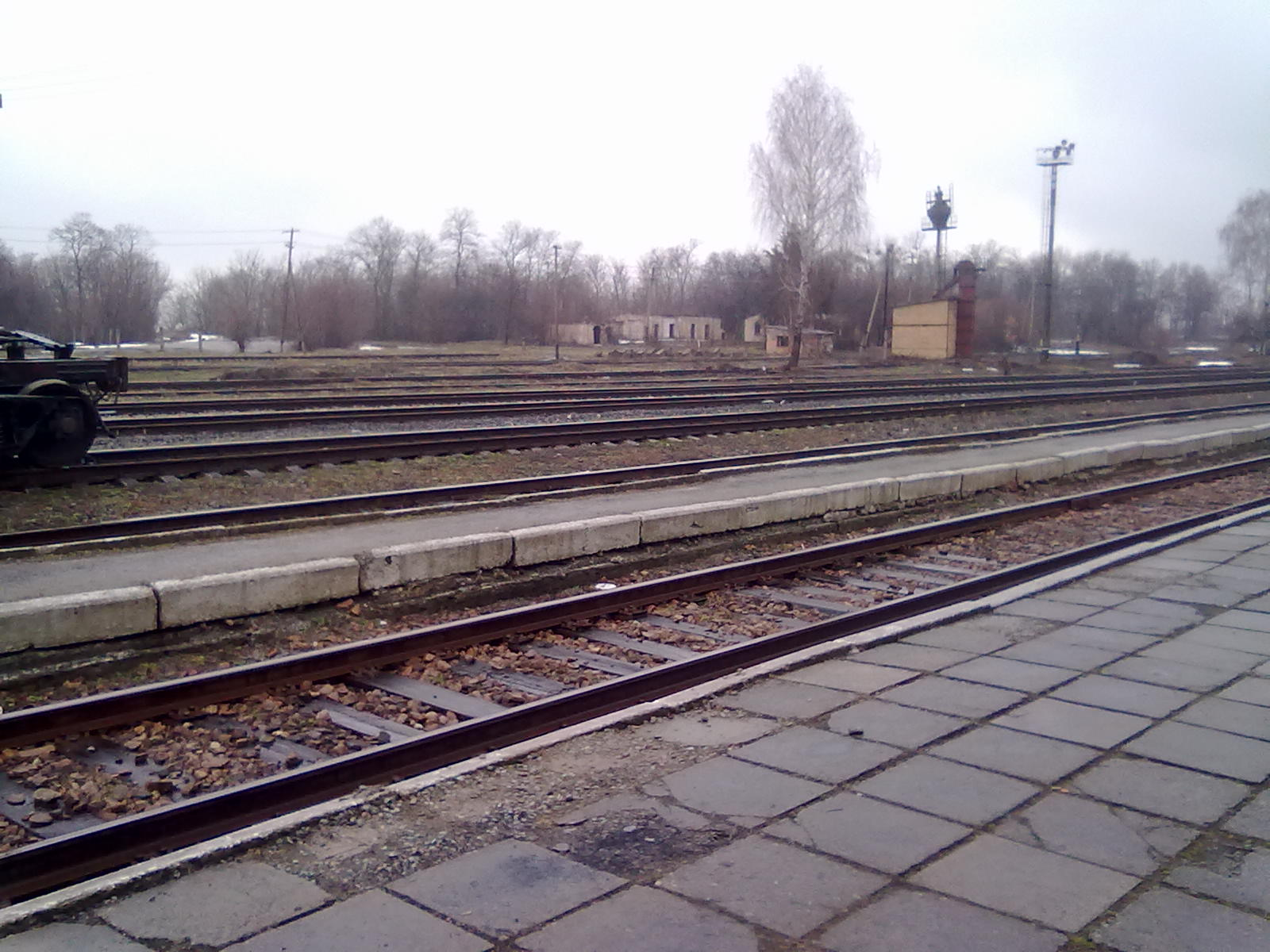
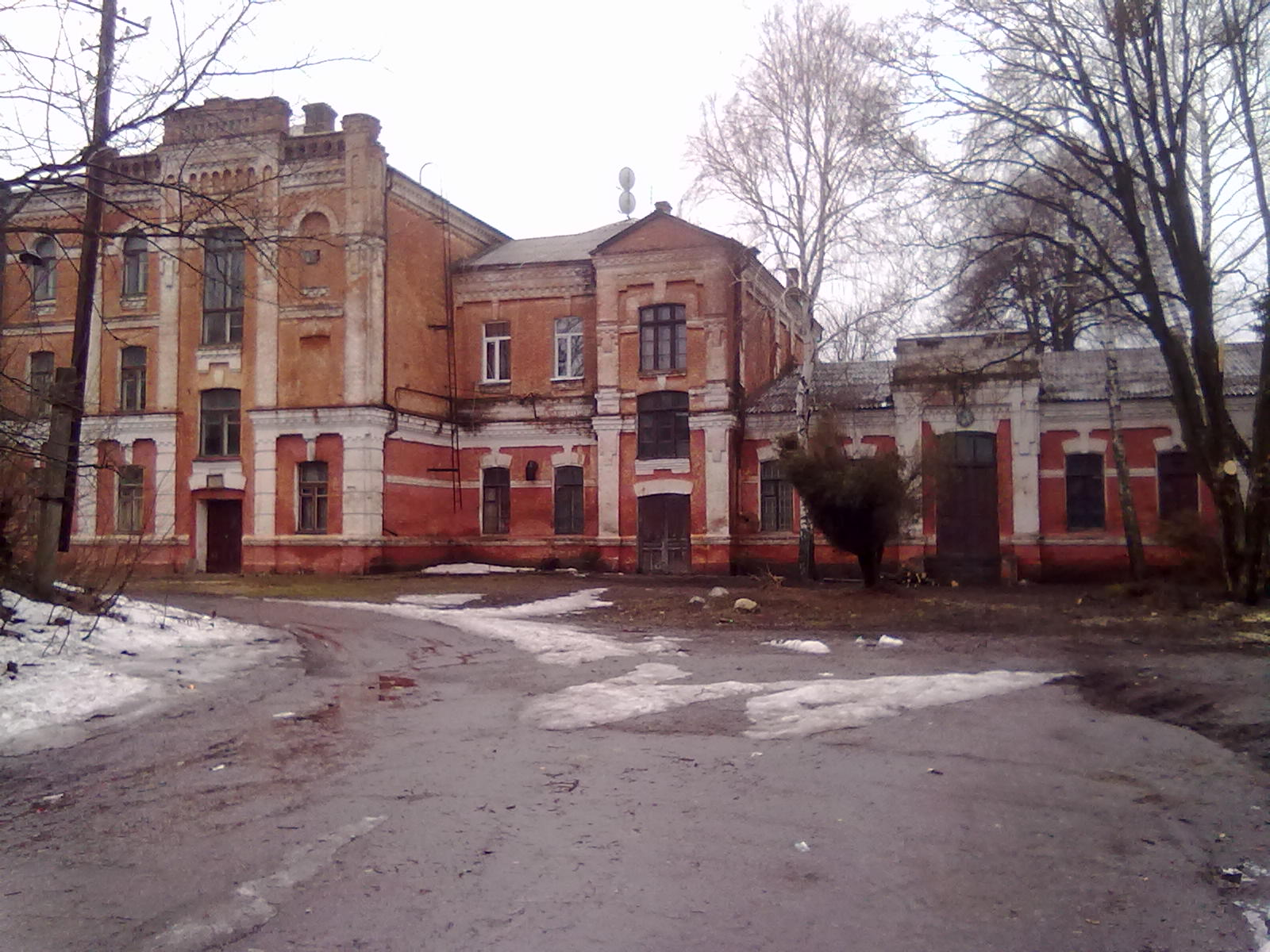